# Hyperolius viridis
Hyperolius viridis är en groddjursart som beskrevs av Schiøtz 1975. Hyperolius viridis ingår i släktet Hyperolius och familjen gräsgrodor. IUCN kategoriserar arten globalt som otillräckligt studerad. Inga underarter finns listade i Catalogue of Life.